# Dendrochilum longibulbum
Dendrochilum longibulbum är en orkidéart som beskrevs av Oakes Ames. Dendrochilum longibulbum ingår i släktet Dendrochilum och familjen orkidéer. Inga underarter finns listade i Catalogue of Life.